# Jon Richardson
Jon Joel Richardson, född 26 september 1982, är en engelsk ståuppkomiker. Han är lagkapten i tävlings- och humorprogrammen 8 Out of 10 Cats och dess spin-off 8 Out of 10 Cats Does Countdown.

## Biografi
Jon Richardson är född och uppvuxen i Lancaster i nordvästra England. Han studerade spanska på Universitetet i Bristol i ett och ett halvt år, men hoppade av och arbetade bland annat som kock innan han bestämde sig för att satsa heltid som komiker. I Bristol delade han bostad med komikerna Russel Howard, Mark Olver och John Robins.
Hans karriär som komiker tog fart i början av 2000-talet när han vann en talangtävling på BBC 2003 och sedan flera tävlingar mellan 2004 och 2008, bland annat bästa nykomling på Edinburgh Festival Fringe och Chortle Award för bästa genombrott.
År 2009 nominerades hans tredje solo show till och han började synas i TV:s humorprogram som panelmedlem. Jon Richardson blev stående lagledare i panelshowen 8 out of 10 Cats mellan åren 2011 och 2015, med komikerna Jimmy Carr som programledare och Sean Lock som lagkapten för motståndarlaget. Han fortsatte sedan som lagledare i spin-off serien 8 out of 10 Cats Does Countdown med samma motståndare och programledare från och med år 2012.
År 2011 gav han ut sin första bok It's Not Me, It's You! och han har gett ut två DVD:er, Funny Magnet och Nidiot, 2012 respektive 2014.
Jon Richardson är gift med komikern Lucy Beaumont sedan 2015. Tillsammans har de skapat och spelat i komediserien Meet the Richardsons där de spelar skruvade versioner av sig själva.